# 2010-es sílövő-világbajnokság
A 2010-es sílövő-világbajnokságot március 28-án rendezték Oroszországban, Hanti-Manszijszkban. Mivel ebben az évben került sor a XXI. téli olimpiára Kanadában, a világbajnokság programjában csak a vegyes váltók versenyszáma szerepelt, az egyetlen nem olimpiai versenyszám.
A világbajnoki címet a Simone Hauswald, Magdalena Neuner, Simon Schempp, Arnd Peiffer összetételű német csapat nyerte. A második helyen, közel másfél perces hátránnyal a norvég csapat végzett (Ann Kristin Flatland, Tora Berger, Emil Hegle Svendsen, Ole Einar Bjørndalen), a bronzérmet pedig a svéd négyes vihette haza (Helena Jonsson, Anna Carin Olofsson-Zidek, Björn Ferry, Carl Johan Bergman).

## Részt vevő nemzetek
| Nemzet           | Férfi induló | Női induló | Összesen |
| ---------------- | ------------ | ---------- | -------- |
| Bulgária         | 2            | 2          | 4        |
| Csehország       | 2            | 2          | 4        |
| Észtország       | 2            | 2          | 4        |
| Fehéroroszország | 2            | 2          | 4        |
| Finnország       | 2            | 2          | 4        |
| Franciaország    | 2            | 2          | 4        |
| Kanada           | 2            | 2          | 4        |
| Kazahsztán       | 2            | 2          | 4        |
| Lengyelország    | 2            | 2          | 4        |

| Nemzet      | Férfi induló | Női induló | Összesen |
| ----------- | ------------ | ---------- | -------- |
| Németország | 2            | 2          | 4        |
| Norvégia    | 2            | 2          | 4        |
| Olaszország | 2            | 2          | 4        |
| Oroszország | 2            | 2          | 4        |
| Svájc       | 2            | 2          | 4        |
| Svédország  | 2            | 2          | 4        |
| Szlovákia   | 2            | 2          | 4        |
| Szlovénia   | 2            | 2          | 4        |
| Ukrajna     | 2            | 2          | 4        |
| 18 nemzet   |              |            |          |

## Éremtáblázat
| Hely     | Nemzet      | Arany | Ezüst | Bronz | Összesen |
| 1.       | Németország | 1     | 0     | 0     | 1        |
|          |             |       |       |       |          |
| 2.       | Norvégia    | 0     | 1     | 0     | 1        |
|          |             |       |       |       |          |
| 3.       | Svédország  | 0     | 0     | 1     | 1        |
|          |             |       |       |       |          |
| Összesen | Összesen    | 1     | 1     | 1     | 3        |

## Eredmény
A verseny időpontja: 2010. március 28.
| #     | Versenyző                                                                                      | Lövőhiba (F+Á)                          | Időeredmény                               | Hátrány | #   | Versenyző                                                                            | Lövőhiba (F+Á)                           | Időeredmény                               | Hátrány |
| ----- | ---------------------------------------------------------------------------------------------- | --------------------------------------- | ----------------------------------------- | ------- | --- | ------------------------------------------------------------------------------------ | ---------------------------------------- | ----------------------------------------- | ------- |
| Arany | Németország · Simone Hauswald · Magdalena Neuner · Simon Schempp · Arnd Peiffer                | 0+5 0+1 0+2 0+1 0+1 0+0 0+0 0+0 0+2 0+0 | 1:18:17.4 18:36.0 18:32.7 20:44.7 20:24.0 |         | 10. | Szlovénia · Dijana Ravnikar · Teja Gregorin · Janez Marič · Klemen Bauer             | 1+5 2+10 0+1 0+1 0+0 0+3 0+1 0+3 1+3 2+3 | 1:22:41.1 19:15.6 19:52.8 21:21.8 22:10.9 | +4:23.7 |
| Ezüst | Norvégia · Ann Kristin Flatland · Tora Berger · Emil Hegle Svendsen · Ole Einar Bjørndalen     | 0+2 0+4 0+0 0+1 0+1 0+2 0+0 0+0 0+1 0+1 | 1:19:41.4 18:58.5 19:31.0 20:44.6 20:27.3 | +1:24.0 | 11. | Kazahsztán · Anna Lebegyeva · Marina Lebegyeva · Jan Szavickij · Szergej Naumik      | 0+7 0+6 0+2 0+1 0+1 0+2 0+1 0+1 0+3 0+2  | 1:23:12.9 19:49.2 20:32.3 21:11.5 21:39.9 | +4:55.5 |
| Bronz | Svédország · Helena Jonsson · Anna Carin Olofsson-Zidek · Björn Ferry · Carl Johan Bergman     | 0+6 0+5 0+2 0+3 0+3 0+0 0+1 0+1 0+0 0+1 | 1:19:48.2 19:16.0 19:30.1 21:15.2 19:46.9 | +1:30.8 | 12. | Kanada · Megan Tandy · Zina Kocher · Jean-Philippe Leguellec · Brendan Green         | 0+1 2+10 0+0 0+3 0+0 1+3 0+1 1+3 0+0 0+1 | 1:23:56.8 20:08.4 21:01.7 22:00.1 20:46.6 | +5:39.4 |
| 4.    | Oroszország · Jana Romanova · Olga Zajceva · Makszim Csudov · Ivan Cserezov                    | 0+3 1+6 0+0 0+1 0+0 1+3 0+3 0+2 0+0 0+0 | 1:19:59.5 19:04.9 20:06.5 21:08.1 19:40.0 | +1:42.1 | 13. | Svájc · Selina Gasparin · Elisa Gasparin · Benjamin Weger · Thomas Frei              | 0+3 1+9 0+0 1+3 0+1 0+3 0+2 0+0 0+0 0+3  | 1:24:49.3 20:17.5 22:09.8 21:12.6 21:09.4 | +6:31.9 |
| 5.    | Franciaország · Marie-Laure Brunet · Sandrine Bailly · Simon Fourcade · Martin Fourcade        | 0+6 0+3 0+2 0+0 0+3 0+1 0+0 0+1 0+1 0+1 | 1:20:25.6 19:24.0 20:22.4 20:14.6 20:24.6 | +2:08.2 | 14. | Szlovákia · Jana Gereková · Anastasiya Kuzmina · Pavol Hurajt · Dušan Šimočko        | 2+8 1+7 1+3 0+1 1+3 0+0 0+1 0+3 0+1 1+3  | 1:24:54.0 20:24.2 20:41.9 21:39.7 22:08.2 | +6:36.6 |
| 6.    | Ukrajna · Okszana Hvosztenko · Viktorija Szemerenko · Szerhij Szednev · Andrij Derizemlja      | 0+3 0+7 0+0 0+0 0+2 0+2 0+0 0+2 0+1 0+3 | 1:20:41.7 18:50.6 20:04.2 21:05.4 20:41.5 | +2:24.3 | 15. | Lengyelország · Agnieszka Cyl · Weronika Nowakowska · Sebastian Witek · Lukasz Witek | 0+5 1+5 0+1 0+0 0+0 0+0 0+2 0+2 0+2 1+3  | 1:25:04.5 19:19.3 19:13.4 22:53.2 23:38.6 | +6:47.1 |
| 7.    | Csehország · Gabriela Soukalova · Barbora Tomesova · Michal Šlesingr · Jaroslav Soukup         | 0+6 0+4 0+1 0+1 0+1 0+0 0+1 0+1 0+3 0+2 | 1:20:56.8 19:28.6 19:44.1 20:32.2 21:11.9 | +2:39.4 | 16. | Bulgária · Nina Klenovska · Emilia Yordanova · Krasimir Anev · Michail Kletcherov    | 0+7 1+8 0+1 1+3 0+3 0+2 0+3 0+1 0+0 0+2  | 1:25:34.7 20:18.0 21:55.2 21:43.9 21:37.6 | +7:17.3 |
| 8.    | Olaszország · Katja Haller · Karin Oberhofer · Lukas Hofer · Christian De Lorenzi              | 0+4 0+4 0+0 0+1 0+2 0+0 0+1 0+3 0+1 0+0 | 1:20:58.4 19:16.4 20:21.5 20:51.0 20:29.5 | +2:41.0 | 17. | Észtország · Kadri Lehtla · Eveli Saue · Danil Steptsenko · Priit Viks               | 2+8 1+6 0+0 0+2 1+3 0+0 1+3 0+1 0+2 1+3  | 1:26:24.7 19:47.9 20:30.1 23:17.9 22:48.8 | +8:07.3 |
| 9.    | Fehéroroszország · Ljudmila Kalincsik · Darja Domracsava · Szjarhej Novikav · Rusztam Valiulin | 1+3 0+6 0+0 0+1 0+0 0+2 1+3 0+1         | 1:21:50.4 19:20.8 19:28.2 21:21.1 21:40.3 | +3:33.0 | 18. | Finnország · Mari Laukkanen · Kaisa Mäkäräinen · Sami Orpana · Marko Juhani Mänttäri | 1+5 0+6 0+2 0+1 0+0 0+2 1+3 0+1 0+0 0+2  | 1:27:16.8 20:39.0 19:50.1 24:15.1 22:32.6 | +8:59.4 |